# Ljubo Žnidar
Ljubo Žnidar, slovenski inženir gradbeništva in politik, * 22. december 1960, Celje.
Leta 2011 je bil kot član Slovenske demokratske stranke izvoljen za poslanca 6. državnega zbora Republike Slovenije. Na volitvah leta 2018 je kandidiral v volilnem okraju Žalec in tam prejel 30,28 % glasov. Ponovno je poslanec postal marca 2020, ko je zamenjal poslanko Jelko Godec. Predčasno je mandat z odstopom končal 10. novembra 2021. Nasledila ga je Karmen Kozmus Ferjan. Odločitev je bila osebne narave.